# Providence, a rejtélyes kisváros
A Providence, a rejtélyes kisváros (eredeti cím: Les Enigmes de Providence) 2001-ben futott francia televíziós 2D-s számítógépes animációs sorozat, amelyet Eric Berthier rendezett. A forgatókönyvet Patrick Schwerdtle, Olivier Marvaud és Fabrice Ziolkowski írta, a zenéjét Alice Willis szerezte. A tévéfilmsorozat a Protécréa gyártásában készült, a TF1 forgalmazásában jelent meg. Franciaországban a TF1 vetítette, Magyarországon a Minimax és a TV2 sugározta.

## Cselekmény
Oszkár, aki fiatalabb korában tengerészkapitányként szolgált, és bejárta már az egész világot, egy nap váratlanul visszatér szülővárosába, Providence-be, mert egy álom a következő rejtélyt sugallta neki:
Még a jég és a tűz születése előtt, és sok-sok idővel az első törzsek létezése előtt, 7 Bölcs egy elvarázsolt helyen eltemetett egy kincset, amely az emberiség számára nélkülözhetetlen. Ám ez a kincs veszélybe került, és egyedül az képes megvédelmezni, aki elolvassa a pergament, és szembeszáll a gonosz erőkkel, hogy felfedje Providence titkát.
Barátaival, a mindig energiától duzzadó Kate-tel és Martinnal, a különc feltalálóval az oldalán Oszkár igyekszik megfejteni az álmot és megtalálni a választ Providence titkára, ám nincs könnyű dolga. 
Itt ugyanis nap mint nap valami különös természetfeletti dolog történik vagy magával a várossal, vagy a város lakóival. Ugyanis Providence nem mindig az a kedves kis hely, amelynek első pillantásra tűnik. Lakóiról rendre kiderül, hogy valami rosszban sántikálnak, például összeszövetkeztek a sötét oldallal vagy lenyúltak egy milliókat érő aranyszobrot, esetleg a griffmadár foglyaivá válnak. Oszkár és társai szerencsére mindig megküzdenek a természetfeletti erőkkel, és visszahozzák a város eredeti nyugalmát, de kérdéseikre soha nem kapnak választ: vajon mi okozza Providence rejtélyes eseményeit?
Tudtukon kívül a város alatt él az utolsó, még életben maradt bölcs a hét közül, aki őrködik Providence felett, és őrzi annak kincsét. Ő választja ki Oszkárt és barátait a kincs leendő őrzőinek, de előtte még próbára kell tennie őket, hogy megbizonyosodjon róla, méltók-e erre a feladatra. Képes varázsolni, ezáltal számtalan különbözőbbnél különbözőbb eseményt idéz elő, amivel mindig más-más módon teszteli a három hőst. Ő felelős valamennyi Providence-ben történő természetfeletti dologért, és felhasználja Providence lakóinak szenvedélyeit, legsötétebb vágyait, hogy nehézségeket állítson Oszkárék útjába. Sok minden nem derül ki róla a sorozat folyamán, de folyamatosan figyeli Oszkárt és társait, és a kalandok során, melyeket eléjük állít, és melyeken a három barát sikeresen helyt állt, újra és újra meggyőződik, hogy jól döntött, mikor őket választotta Providence kincsének őrzésére.

## Szereplők
- Oszkár – Egy udvarias, kifinomult, minden téren precíz, talpraesett malac, magándetektív.
- Martin – Oszkár gyerekkori barátja, egy okos, ám nem túl bátor vakond, zseniális feltaláló.
- Katia - Egy laza, nyugodt, éles eszű rókalány, Oszkár és Martin állandó segítője kalandjaik során.
- A Hetedik Bölcs – A Providence alatt lakozó rejtélyes, varázserejű idegen, Providance kincsének őrzője. A sorozat folyamán végig egy maszkot visel, így nem lehet tudni pontosan mi is ő, egészen az utolsó részig, ahol kikerül róla, hogy egy öreg kecske.
- Providence lakói – Átlagos kisvárosi emberek, ám alapvető hibáik miatt, melyet a Hetedik Bölcs felhasznál Oszkárék próbatételére, könnyen veszélyes ellenségekké válnak, akiket a három hősnek le kell győzni, és újra normálissá tenni mindent.

## Magyar hangok
- Oscar – Rosta Sándor
- Katia – Kiss Erika
- Martin Görög László
- Stanley a könyvtáros – Beratin Gábor
- A hetedik bölcs – Varga Tamás
- Balthazar felügyelő – Holl Nándor
- Rudolph polgármester – Kárpáti Tibor (1-14), Albert Péter (15-26)
- Adrenalin – Simon Eszter
- Karlo – Seszták Szabolcs
- Pisztráng úr – Izsóf Vilmos
- Miss Clarise – Kassai Ilona
- Dolly Doll (Katia hasonmása a Dolly Baba című részben) – Csampisz Ildikó
- Gontran gróf – Fazekas István
- Krüger, a cirkuszigazgató (csak egyszer tűnik fel az Illúziók Vására című részben) – Imre István
- Felcian, a zeneszerző /  Auguste Gagliari (a sötétség követte aki magának akarja a titkot) – Katona Zoltán
- Toby (Martin robotja az Automata című részben) – Simonyi Balázs
- Nick Rivera – Balázsi Gyula
- Narrátor – Albert Gábor
- További magyar hangok: Bókai Mária, Csík Csaba Krisztián, Dögei Éva, F. Nagy Zoltán, Fésűs Bea, Gacsal Ádám, Gesztesi Károly, Harmath Imre, Illyés Mari, Imre István, Janovics Sándor, Katona Zoltán, Molnár Levente, Némedi Mari, Németh Gábor, Németh Kriszta, Oláh Orsolya, Pálmai Szabolcs, Pipó László, Szinovál Gyula, Szokol Péter, Vizy György

## Epizódlista
| #   | Magyar cím                | Francia cím                 | Magyar vetítés    | Francia bemutató  |
| --- | ------------------------- | --------------------------- | ----------------- | ----------------- |
| 1.  | A tó titka                | La Dent du Lac              | 2003. január 4.   | 2002. január 12.  |
| 2.  | A fekete karvaly          | L'Épervier Noir             | 2003. január 5.   | 2002. január 19.  |
| 3.  | A nap szépei              | Belles d'un Jour            | 2003. január 11.  | 2002. január 26.  |
| 4.  | Vészhelyzet               | Urgence                     | 2003. január 12.  | 2002. február 2.  |
| 5.  | Az ág barát               | Vieille Branche             | 2003. január 18.  | 2002. február 9.  |
| 6.  | A Csodálatos Pisztráng úr | L'Incroyable Monsieur Pépin | 2003. január 19.  | 2002. február 16. |
| 7.  | Az utolsó napja           | Le Dernier de Jour de l'An  | 2003. január 25.  | 2002. február 23. |
| 8.  | Dolly baba                | Dolly Doll                  | 2003. január 26.  | 2002. március 2.  |
| 9.  | Illúziók vására           | La Foire aux Illusions      | 2003. február 1.  | 2002. március 9.  |
| 10. | Gontran regénye           | Le Roman de Gontran         | 2003. február 2.  | 2002. március 16. |
| 11. | A dicsőség tolvaja        | Le Voleur de Gloire         | 2003. február 8.  | 2002. március 23. |
| 12. | Bombay hercege            | Le Duc de Bombay            | 2003. február 9.  | 2002. március 30. |
| 13. | Utazás egy helyben        | Les Voyages Immobiles       | 2003. február 15. | 2002. április 6.  |
| 14. | Quetzalcoatl torka        | La Bouche de Quetzalcoatl   | 2003. február 16. | 2002. április 13. |
| 15. | A színrabló               | Trompe-l'Œil                | 2003. február 22. | 2002. április 20. |
| 16. | Teo rózsája               | La Rose de Théo             | 2003. február 23. | 2002. április 27. |
| 17. | Adrenalin esküje          | Le Serment d'Adrénaline     | 2003. március 1.  | 2002. május 4.    |
| 18. | Csúnya gondolatok         | Mauvaises Pensées           | 2003. március 2.  | 2002. május 11.   |
| 19. | Vámpír szimfónia          | Symphonie Vampirique        | 2003. március 8.  | 2002. május 18.   |
| 20. | Don Karlito hazugsága     | Le Mensonge de Don Karlito  | 2003. március 9.  | 2002. május 25.   |
| 21. | Az automata               | L'Homme Automatique         | 2003. március 15. | 2002. június 1.   |
| 22. | Az ördögi bánya           | La Mine Diabolique          | 2003. március 16. | 2002. június 8.   |
| 23. | A griffmadár foglyai      | La Prisonniers du Griffon   | 2003. március 22. | 2002. június 15.  |
| 24. | Az igazság fantomja       | Le Fantôme de la Justice    | 2003. március 23. | 2002. június 22.  |
| 25. | A baljós kör              | Le Cercle Maléfique         | 2003. március 29. | 2002. június 29.  |
| 26. | A titok megfejtése        | Au Bout du Secret           | 2003. március 30. | 2002. július 6.   |

## Agriffmadár foglyaicímű részben szereplő találóskérdések
- 1. Fel is megy, le is megy, mégsem kell neki sem lépcső, sem lajtorja? A tenger.
- 2. A szélmalmokat jól ismerem, mégis széllel szemben megyek, ki vagyok én? Don Quijote.
- 3. Fényből születek, mégis sötét maradok, ki vagyok én? Az árnyék.
- 4. Voltam holnap, leszek tegnap, ki vagyok én? A mai nap.

## A Hetedik Bölcs mondatai
- Kedves Oszkár! Ne számíts rá, hogy egyhamar megfejtheted a titkot.
- Ha valaki a tűzzel játszik, könnyen megégetheti magát.
- Mindannyian az idő rabszolgái vagyunk.
- Nem elég, ha az embernek hatalma van, azt is tudnia kell, hogyan tartsa kordában.
- Legfőbb ideje, hogy Providence lakói és az a drága Oszkár megtanulják, hogy a becsület mindennél többet ér.
- Könnyű más valaki bőrébe képzelned magad, csak aztán meg ne bánd.
- Imádod a dicsőséget? Ha tudnád, hogy az milyen törékeny is tud lenni.
- Nagyon veszélyes a törvények fölé helyeznünk magunkat.
- Tudjátok mennyire csalóka és gyúlékony a szépség? Nem szabad a szépségnek hinni, hiszen az meg is bolondíthat mindenkit.
- Még messze vagy a hírnévtől, Oszkár. Még jó néhány akadályt le kell győznöd.
- Ha egy művész túl sokat gondol magára, tévútra juthat,  és elveszítheti  a lelkét.
- Mulatságos vagy kedves Oszkár. Bevallom, egészen jól feltaláltad magad. Ezúttal. De nem biztos, hogy ez mindig így lesz.
- Vigyázz, mit kívánsz!
- Mulass csak Oszkár, mulass csak! Ameddig még teheted!
- Mindig ámulok a tehetségeden, Oszkár, de még igen messze jársz Providence titkától.

## Amikor közel jártak a titok megfejtéséhez

### I.Az automatacímű rész
Ebben a részben Martin épít egy robotot ami fölött aztán időnként átveszi a hatalmat a
Hetedik Bölcs. Oscar megparancsolja a robotnak, hogy vezesse el őket Providence titkához, a robot pedig elvezeti őket a régi kastélyhoz (az utolsó részben derül ki, hogy ott van a lejáró a Hetedik Bölcs barlangjába), de mielőtt jobban szétnézhetnének a robot megbolondul és elrohan.

### II.Az ördögi bányacímű rész
A rész végén Oscarék meglátnak egy víz alá vezető járatot a bánya utolsó termében, ami fölé a hét bölcs barlangrajzai vannak odafestve. Oscar lemegy a járatba egy búvárfelszereléssel, de a Hetedik Bölcs egy örvényt varázsol a járatba, ami beomlasztja azt, így Oscar kénytelen visszafordulni. A járat valószínűleg a Hetedik Bölcs barlangjába vezetett. Ebben a részben kiderül az is, hogy Oszkár gyerekként már szintén járt a barlangban ahol (tudta nélkül) megvédte Providence kincsét galád betolakodótól, a Hetedik Bölcs minden bizonnyal ezért választotta őt a kincs majdani őrzőjének.

### III.A baljós körcímű rész
Ebben a részben több utalás is van arra, hogy mi is valójában Providence titka. Először is szó van kettő gömbről, az egyiket Providence történetében a varázsló használta időmérési célokra, a második a jó és a rossz egyensúlyát tartja a világban.Az első gömböt Martin használja ebben a részben, hogy újra gyerekké válhasson, a második gömbről viszont csak annyit mondanak, hogy eltűnt, és hogy valami köze van Providence titkához. A jelek arra utalnak, hogy a második gömb az nem más, mint Providence titka. Oscar álmában Providence titka egy gömbben jelent meg. Valamint, mikor Oscar azt gondolja, hogy a második gömbnek valami köze van Providence titkához, a Hetedik Bölcs azt mondja magában, hogy "Nem is tudod mennyire igazad van, Oszkár."

## A Titok megfejtése
A sorozat utolsó részében a három főhős választ kap  a kérdéseikre, elérik végső konklúziójukat, és beteljesítik végső sorsukat, vagyis Providance kincsének őrzőivé válnak.
Az epizód elején a Hetedik Bölcs ugyanazt az álmot küldi mindhármójuknak:
4 alkalommal és 4 jel elvezetett odáig, és 4-szer egymás után, a 4 nővér elszökött előletek, most eljött az idő! Gyorsan meg kell fejtenetek a titkot, és készüljetek arra is, hogy a sötétség követével szembe szálljatok, mert ő is magának akarja a titkot.
Ebben a részben végre személyesen is találkoznak a Hetedik Bölccsel, aki közli velük, hogy eljött az idő, hogy átvegyék az ő feladatát. Ő ebben a részben meghal, de előtte még átadja a hatalmát a három hősnek, hogy megküzdejenek a sötétség egyik gonosz démonával, aki szintén magának akarja a kincset. A Hetedik Bölcs úgy emlegeti ezt, mint "utolsó próba", így nem tudni, hogy a sötétség követe tényleg létezik-e, vagy csak az ő varázsának szülötte. Mindenesre a három jó barát sikeresen legyőzi, így végre megláthatják Providence titkát, ami valójában egy gömb, de inkább hasonlít egy sziklára, és a világ rendjét szabályozza, az univerzum egyensúlyát tartja fent. A hét bölcs átadja minden tudását erről a kincsről Oszkáréknak, de figyelmeztetik őket, hogy soha senki nem beszélhetnek róla, és őrizniük kell életük végéig.
Az epizód végén Oszkár azt mondja barátainak: "A kalandjaink nem értek véget, mégcsak most kezdődnek". Ezzel sejtelmes utalást ad arról, hogy mi minden várja még őket.